# وانک، سیونیک
وانک (به ارمنی: Վանեք) یک سکونتگاه مسکونی و روستا در ارمنستان است که در استان سیونیک واقع شده‌است.  در  کیلومتری جنوب کاپان، مرکز استان سیونیک واقع شده است.

## خصوصیات
وانک ۲٫۰۶ کیلومترمربع مساحت و ۸۳ نفر جمعیت دارد و در ارتفاع  متر بالاتر از سطح دریا قرار گرفته است.